# Esfíncter palatofaríngeo
O esfíncter palatofaríngeo é o conjunto de estruturas musculares que atuam com a função de separar a cavidade oral da faríngea, na deglutição e na fala.
É formado pela união de algumas fibras do músculo palatofaríngeo com o músculo estilofaríngeo. A rinofaringe e a orofaringe comunicam-se livremente em nível do istmo faríngeo, espaço compreendido entre a margem livre do palato mole e a parede posterior da faringe, que se fecha durante a deglutição pela elevação do palato mole contra a parede faríngea, que  se contrai contra o palato.